# Hans Bischoff (pianist)
Hans Bischoff (Berlijn, 17 februari 1852 – Niederschönhausen, 12 juni 1889) was een Duits concertpianist voor kamermuziek.
Bisschoff studeerde aan de Academie der Tonkunst van Theodor Kullak, maar ook bij Richard Würst. Naast muziek bestudeerde hij ook filosofie en talen. Hans Bischoff nam in het kader van zijn muziekopleiding deel aan een concertavond op 14 maart 1867 in de Arnim’scher Saal in Berlijn ter gelegenheid van het uitvoeren van werken van leerlingen van Theodor Kullak. Hij bracht als componist/dirigent toen een deel van zijn Symfonie in d-mineur (nooit voltooid) ten gehore met het orkest van De Academie der Tonkunst. Diezelfde avond vond het voor zover bekend eerste openbare optreden plaats van Agathe Backer-Grøndahl. Zij speelde een deel uit het vijfde pianoconcert van Ludwig van Beethoven.
Bischoff zou ook les gaan geven aan genoemde Academie (1873-1878) en aan de Stern Academie. Hij genoot enige bekendheid door zijn medewerking aan de herziene uitgaven van pianowerken van bijvoorbeeld Johann Sebastian Bach. Voorts werkte hij mee aan de uitgave Ästhetik des Klaverspiels (1876 en 1890) van Adolf Kullak.
- Bibsys: 3053990
- Biblioteca Nacional de España: XX1556962
- Bibliothèque nationale de France: cb14824170x (data)
- Gemeinsame Normdatei: 116194898
- International Standard Name Identifier: 0000 0001 1031 7560
- Library of Congress Control Number: n94121237
- Nationale Bibliotheek van Letland: 000071941
- MusicBrainz: 3ac2442e-9c07-48de-9318-32723a75f5eb
- Nationale Bibliotheek van Tsjechië: mzk2009512368
- Nationale Bibliotheek van Israël: 987007258707805171
- Nederlandse Thesaurus van Auteursnamen: 166973378
- Istituto Centrale per il Catalogo Unico: MUSV007998
- SNAC: w6sq9vhp
- Système universitaire de documentation: 095613161
- Virtual International Authority File: 100245757
- WorldCat: E39PBJhMh88d9JvDcJqD9qrDv3